# Cmentarz ewangelicki w Janocinie
Cmentarz ewangelicki w Janocinie – dawny cmentarz ewangelicki rodowy w Polsce, położony w województwie kujawsko-pomorskim, w powiecie inowrocławskim, w gminie Kruszwica, w Janocinie. Został założony w 1937 roku. Jego likwidacja nastąpiła w roku 1945. Roślinność, jaka występuje na tym cmentarzu to grochodrzew, lilak, klony, lipy oraz dęby.

## Cmentarz obecnie
Cmentarz jest zaniedbany. Układ nekropolii jest nieznany, nie znaleziono także dokumentacji. Na cmentarzu znaleziono tylko jedną płytę poziomą, rozbitą na dwie części, pochodzącą z 1937 roku.